# Weerbaarheidsafdeling

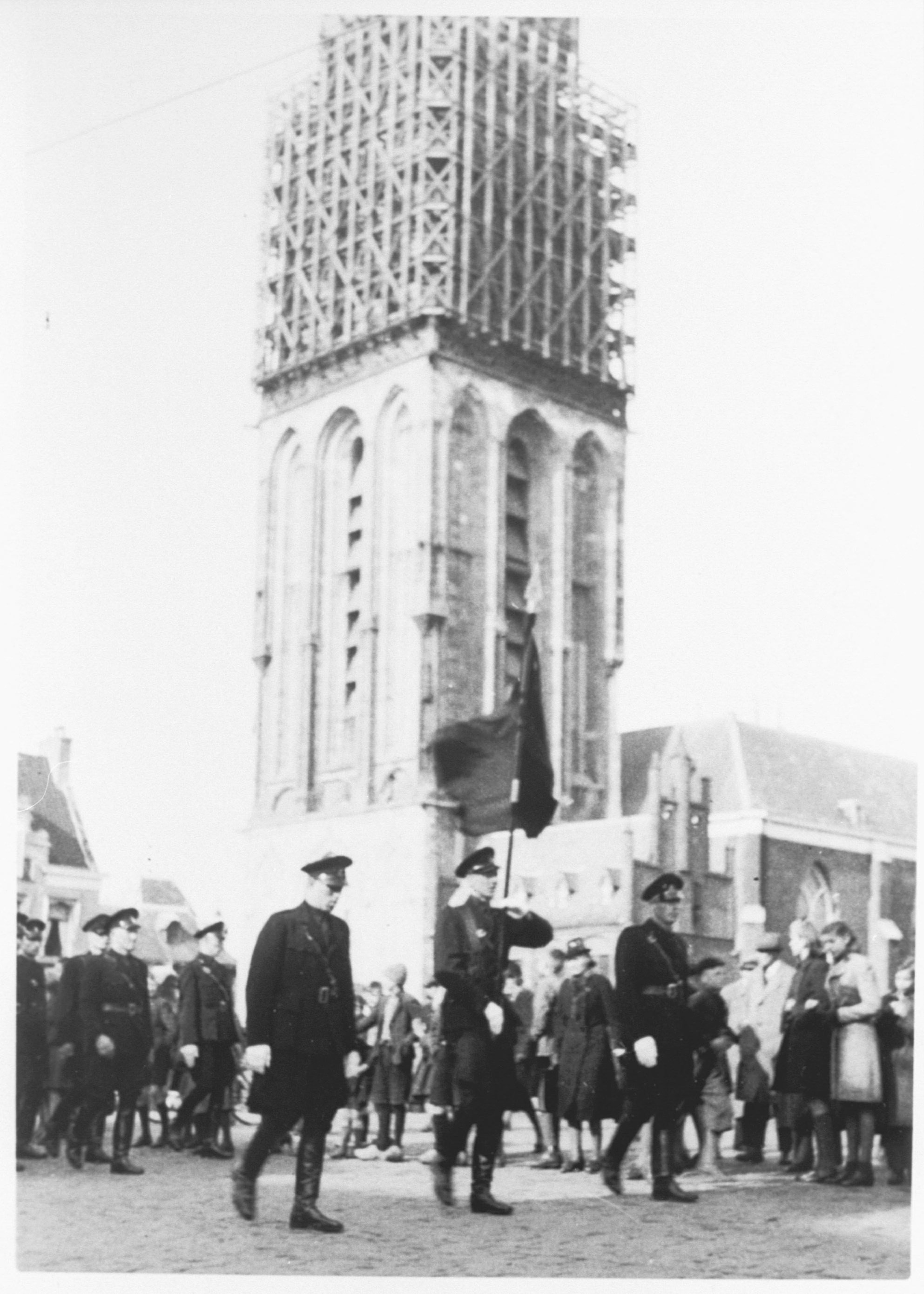
WA-mannen in Groningen

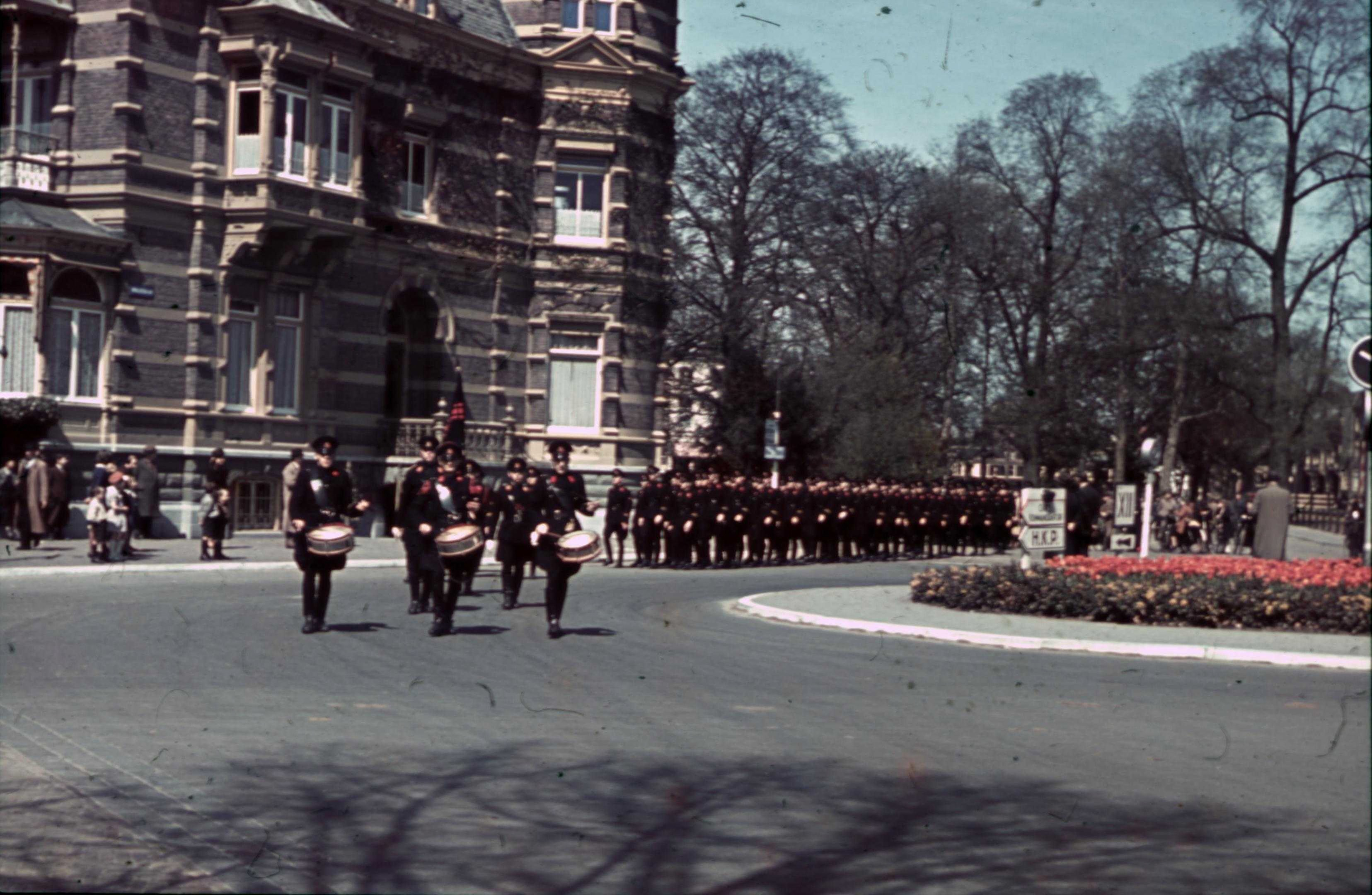
Parade in Utrecht

De Weerbaarheidsafdeling (WA) was de geüniformeerde ordedienst en knokploeg van de Nationaal-Socialistische Beweging (NSB). De WA bestond van 1932 tot eind 1935 en werd in 1940, na de Duitse inval in Nederland, opnieuw opgericht. De WA leek in veel opzichten op de Zwarthemden van de Italiaanse fascisten en de SA van de NSDAP.

## Begintijd
De WA werd eind 1932 opgericht met als taak de beweging, haar leden en Anton Mussert, haar leider, tegen aanvallen van politieke tegenstanders te beschermen. Ook als colportagebeschermers en zaalwacht bij vergaderingen vonden de WA'ers een taak. Daarnaast werd veel verwacht van de propagandistische waarde van deze - aanvankelijk geüniformeerde - formaties.
In theorie waren deze weerafdelingen streng gedisciplineerd en slechts verdedigend, in de praktijk bleken ze een vergaarbak voor uniformliefhebbers met een lage geweldsdrempel. Hun optreden veroorzaakte op talloze plaatsen gevechten met tegenstanders. Vele gewonden, aan beide kanten en meer dan eens ernstig, waren het gevolg.

## Overheidsingrijpen
De Nederlandse regering verbood al snel de deelname van militairen aan de WA. Korte tijd later werd aan militairen en ambtenaren het lidmaatschap van NSB geheel verboden. Daarnaast kwamen de ministers Hendrikus Colijn, Jacob Adriaan de Wilde (beiden ARP) en Josef van Schaik (RKSP) eind 1935 met een wetsvoorstel dat tot een verbod van particuliere weerkorpsen en een uniformverbod voor politieke organisaties moest leiden. Dat deze wet zich tegen particuliere machtsvorming uit welke richting ook keerde, laat onverlet dat vooral de acties van de WA aanleiding tot het initiatief waren. De NSB kon zich uiteraard geen justitieel optreden tegen een suborganisatie veroorloven, en hief de WA per 31 december 1935 dan ook eigener beweging op.

## Gedaantewisseling
Binnen de partij was deze ontwikkeling voorzien en er was ook op geanticipeerd. De diverse weerafdelingen kregen opdracht zich te organiseren als wandelclubs. Daarnaast ontstond binnen de NSB het Gilde der Voortrekkers, een lichaam dat een belangrijke rol in de propaganda kreeg. Dit Gilde bleek echter voor een groot deel uit voormalige WA'ers te bestaan. De activiteiten mondden dan ook met regelmaat uit in gewelddadigheden.

## Conflicten
In het jaar 1936 bleek vooral de Amsterdamse weerafdeling, hoewel officieel ontbonden, slagvaardiger dan ooit. Dit bleek onder meer uit grootschalige ordeverstoringen in Tuschinski Theater naar aanleiding van de film Heldenkermis en het kort en klein slaan van een vergadering van de rivaliserende fascist Jan Baars. Verder veroorzaakten diverse grootschalige colportagepogingen in de Jordaan flinke vechtpartijen. Deze reeks gebeurtenissen bereikte een climax met uiterst gewelddadige operaties bij Abcoude en in Utrecht, in respectievelijk juli en oktober van dat jaar.
De NSB-top, die voor een legale strategie koos, was allesbehalve blij met deze ontwikkeling. In de hoofdstad onttrokken de ex-WA'ers zich echter geheel aan de greep van het hoofdkwartier. Een krachtmeting tussen partijleiding en basis was hiervan het gevolg. Deze viel uit in het voordeel van de partijleiding, maar de NSB liep ondertussen ernstige politieke schade op. De grote maatschappelijke onrust die het geweld veroorzaakte droeg bij aan het electorale verlies van de partij in mei 1937.

## Einde en nieuw begin

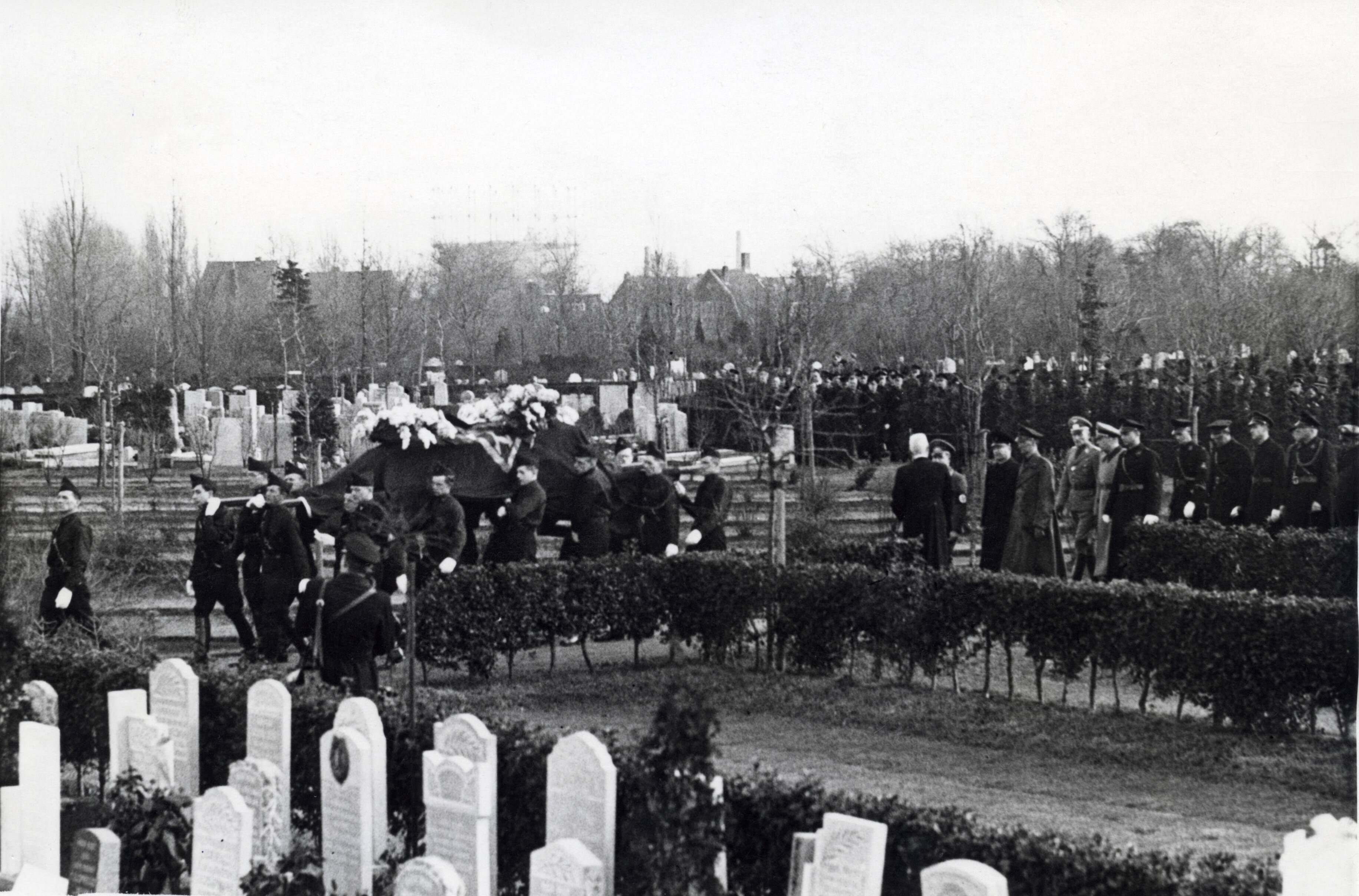
Begrafenis van Koot (Zorgvlied, 17 febr. 1941)

Eind jaren dertig ontstond binnen de NSB de zogenaamde Mussert-Garde. De oprichting van dit korps vond binnen de partij allesbehalve onverdeelde bijval. Met de Wet op de weerkorpsen in de hand maakten politie en justitie eind 1939 en begin 1940 een eind aan deze organisatie, met invallen in Den Haag, Soest en Amsterdam.
Na de Duitse inval in mei 1940 kreeg de NSB de kans haar WA te reactiveren. Deze kon zich nu ongehinderd in het zo geliefde zwarte uniform hullen. Al snel ontstonden in tal van plaatsen gevechten met tegenstanders. Aanvankelijk waren vooral de activisten van de Nederlandsche Unie doelwit van de WA. Spoedig richtte de agressie zich echter ook tegen 'de joden'. Talloze 'anti's' liepen harde klappen op. Aan NSB-zijde vielen eveneens gewonden, en zelfs doden. Zo stierf Peter Ton in Den Haag door een politiekogel.
In februari 1941 brak er een massale vechtpartij uit op het Waterlooplein in Amsterdam toen WA’ers paradeerden door de Jodenbuurt. WA-man Hendrik Koot raakte daarbij dodelijk gewond. De Duitse bezetters grepen dit aan voor de eerste grote razzia, die weliswaar protest opleverde van de bevolking in de vorm van de Februaristaking, maar uiteindelijk het begin vormde van de holocaust in Nederland.
Ook in Limburg en Utrecht vonden WA’ers de dood. Ondanks dekking door de bezettende macht slaagde de WA er wederom niet in de straat te veroveren.
In de latere jaren van de bezetting traden veel oude en nieuwe WA’ers toe tot de Nederlandsche SS en NSKK. Hierdoor bleven minder actieve leden van de WA over.

## Rangen
De WA kende een op militaire leest geschoeide rangenstructuur en droegen daarbij rode kraagspiegels op het uniform als rangonderscheidingsteken.
| Rang               | Onderscheidingsteken                |
| ------------------ | ----------------------------------- |
| Commandant         | lauwerkrans met wolfsangelrune      |
| Opperheerbanleider | twee eikenbladen                    |
| Heerbanleider      | één eikenblad                       |
| Opperbanleider     | 4 sterren met twee dunne strepen    |
| Banleider          | 4 sterren                           |
| Onderbanleider     | drie sterren met vier dunne strepen |
| Opperhopman        | drie sterren met twee dunne strepen |
| Hopman             | drie sterren                        |
| Opperkompaan       | twee sterren met twee dunne strepen |
| Kompaan            | twee sterren                        |
| Vaandrig           | één ster met twee dunne strepen     |
| Opperwachtmeester  | één ster                            |
| Wachtmeester       | twee strepen                        |
| Konstabel          | één streep                          |
| Weerman            | geen insigne                        |